# Hashim Saleh
Hashim Saleh, de son nom complet Hashim Saleh Mohamed Al-Balushi (arabe : هاشم صالح), est un footballeur omanais, né le 15 octobre 1981 en Oman.

## Biographie

### En équipe nationale
En tant qu'attaquant, Hashim Saleh fut international omani des moins de 17 ans et international omani. Il participa à la Coupe du monde de football des moins de 17 ans 1997, où l'Oman est battu en quarts de finale par le Ghana. Il termine à la deuxième place du classement des meilleurs buteurs avec 5 réalisations.
Il compte 62 sélections et 10 buts avec l'équipe d'Oman entre 2001 et 2010.

## Palmarès

### En club
- Al-Nasr :
  - Champion d'Oman en 2004
  - Vainqueur de la Coupe d'Oman en 2001 et 2003

- Dhofar :
  - Champion d'Oman en 2005
  - Vainqueur de la Coupe d'Oman en 2005 et 2011

### En sélection nationale
- Vainqueur de la Coupe d'Asie des moins de 16 ans en 1996
- Vainqueur de la Coupe du Golfe en 2009
- Finaliste de la Coupe du Golfe en 2004 et 2007